# Maariw (Zeitung)

Logo der Zeitung

Maʿariw oder Maʿariv (hebräisch מַעֲרִיב Maʿarīv, deutsch ‚den Abend heranbringend‘, d. h. Abendzeitung) ist eine der meistgelesenen israelischen Tageszeitungen.
Die Zeitung, die für emotionale Überschriften zu tagesaktuellen Nachrichten bekannt ist, versteht sich selbst als politisch ungebunden und überparteilich, die Kommentare nehmen jedoch zumeist eine gemäßigt konservative Position ein.

## Geschichte
Gründer der Zeitung war der aus Leipzig stammende Journalist Ezriel Carlebach (1908–1956). Er arbeitete zunächst bei den Jediʿot Acharonot und wurde deren Chefredakteur. 1948 kam es zu einem Konflikt mit Jehuda Moses (יְהוּדָה מוֹזָס), dem Eigentümer der Zeitung. 
Carlebach und weitere verantwortliche Redakteure verließen die Jediʿot Acharonot und gründeten die Zeitung Jediʿot Maʿariv (יְדִיעוֹת מַעֲרִיב ‚Abendliche Nachrichten‘), deren erste Ausgabe am 15. Februar 1948 erschien. Carlebach war Chefredakteur der Zeitung bis zu seinem Tod im Jahr 1956. Der Name der Zeitung wurde einige Monate später in Maʿariv geändert, um Verwechslungen mit Jediʿot Acharonot zu vermeiden. In seiner Zeit als Chefredakteur wurde die Zeitung zur meistgelesenen in Israel. 
Anfang der 1980er Jahre erreichte sie ihre höchste Auflage, rund 230.000 verkaufte Exemplare.
Heute hält die Familie Nimrodi eine Kontrollbeteiligung, bis zu seinem Tod 2023 fungierte Jaʿakov Nimrodi als ihr Vorsitzender. Chefredakteure von Maʿariw sind seit 2014 Doron Cohen und Golan Bar-Yosef, als Nachfolger von Amnon Dankner.

## Bedeutende heutige und frühere Mitarbeiter

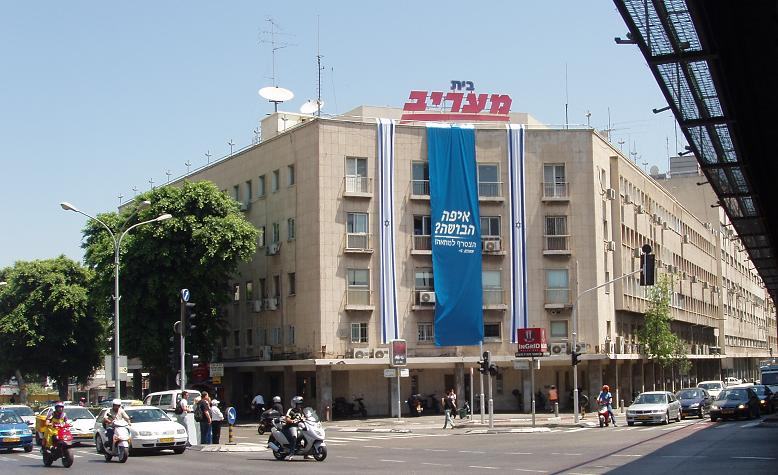
Verlagsgebäude der Zeitung in Tel Aviv

- Uri Dan – ehemaliger Frankreich-Korrespondent der Zeitung, Vertrauter Ariel Scharons
- Amnon Dankner – Chefredakteur[3]
- Inge Deutschkron
- Yehonatan Geffen – Kolumnist
- Schraga Har-Gil – Journalist
- Ben Kaspit – politischer Reporter
- Ephraim Kishon – Kolumnist
- Josef Lapid – Chefredakteur
- Kalman Liebskind – Kolumnist[4]
- Dan Margalit – politischer Publizist
- Amir Rapeport – Militärreporter
- Rubik Rosenthal – die Hebräische Sprache (הזירה הלשונית)
- Amnon Rubinstein – Publizist, hauptsächlich über Antisemitismus
- Ben Segenreich – später Österreich-Korrespondent (heute Israel-Korrespondent des ORF)
- Tom Segev – Historiker, ehemaliger Deutschland-Korrespondent der Zeitung
- Gadi Taub – politischer Kolumnist
- Ben Dror Yemini – Publizist, hauptsächlich über Antisemitismus; deckt Tätigkeiten links- und rechtsextremistischer Gruppierungen auf